# Silvio Picci
Silvio Picci (Pisa, 20 settembre 1965) è un ex calciatore italiano, di ruolo difensore.

## Carriera

Silvio Picci al Catania nella stagione 1985-86

Prodotto del vivaio del Torino, Picci fa il suo esordio in Serie A in maglia granata  sotto la guida di Eugenio Bersellini l'11 dicembre 1983, in occasione del pareggio interno col Verona. A fine stagione le presenze in campionato complessive sono 4.
L'anno successivo, con l'avvento in panchina di Luigi Radice, non trova più spazio tra i titolari.
Si trasferisce quindi al Catania, in Serie B dove gioca per una stagione da titolare, poi si trasferisce al Taranto indossando la maglia rossoblu per quattro anni, tre in B e, dopo la retrocessione della stagione 1988-1989, una in C1.
Prosegue la carriera collezionando esperienze della durata di una stagione nella Triestina e nel Pisa in Serie B e nel Matera in Serie C1 prima di concludere la carriera professionistica in Serie C2.
In carriera ha totalizzato complessivamente 4 presenze in Serie A e 180 presenze e 6 reti in Serie B.

## Palmarès
- Serie C1: 1

Taranto: 1989-1990 (girone B)